# Graça Fonseca

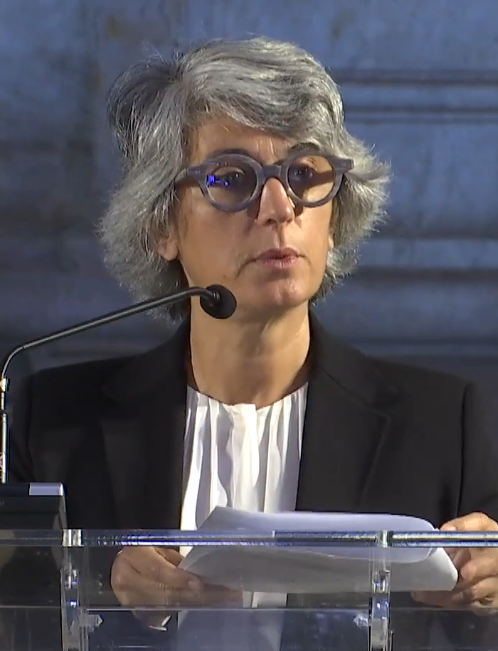
Graça Fonseca, 2021

Graça Fonseca (* 13. August 1971 in Lissabon) ist eine portugiesische Juristin und Politikerin der Partido Socialista.

## Leben
Fonseca studierte Soziologie an der Universität Coimbra und an der Universität Lissabon Rechtswissenschaften. Von 1996 bis 2000 lehrte sie am Zentrum für Sozialstudien der Fakultät für Wirtschaftswissenschaften der Universität von Coimbra.
Von 2000 bis 2002 war sie als stellvertretende Direktorin des Amtes für Legislative für Politik und Planung im Justizministerium Portugals tätig. Anschließend war sie Stabschefin des Staatsministers und der internen Verwaltung sowie des Staatssekretärs für Justiz. Im Kabinett Costa I und im Kabinett Costa II war Fonseca von Oktober 2018 bis März 2022 als Nachfolgerin von Luís Filipe de Castro Mendes Kulturministerin. Fonseca outete sich als homosexuell.